# Paratanytarsus tamanegi
Paratanytarsus tamanegi är en tvåvingeart som beskrevs av Sasa 1983. Paratanytarsus tamanegi ingår i släktet Paratanytarsus och familjen fjädermyggor. Inga underarter finns listade i Catalogue of Life.